# Ультиматум Борна (роман)
«Ультиматум Борна» (англ. The Bourne Ultimatum) — роман, третий по счёту из романов про агента ЦРУ Джейсона Борна. Автор — американский писатель Роберт Ладлэм. «Ультиматум Борна» был издан в 1990 году. Вошёл в список бестселлеров по версии Publishers Weekly за тот же год. В романе присутствует много героев из предыдущих романов.

## Сюжет
Прошлое вновь тревожит Джейсона Борна. Его заклятый враг Карлос Шакал вновь взялся за старое, на этот раз он хочет захватить семью Джейсона (детей и жену Мари). Объединившись со своим старым другом Александром Конклином, Борн начинает разоблачать коррумпированных чиновников для того, чтобы выйти на след Карлоса…

## Основные персонажи
- Джейсон Борн/Дэвид Уэбб — агент ЦРУ.
- Мари Уэбб — жена Борна.
- Александр Конклин — агент ЦРУ в отставке, друг Борна.
- Карлос Шакал — главный враг Борна, террорист.